# Qustaki al-Himsi
Qustaki al-Himsi (arabisk: قسطاكي الحمصي / ALA-LC: Qusṭākī al-Ḥimṣī; 1858 - 1941) var en syrisk forfatter og digter fra Nahda-bevægelsen (den arabiske renæssance) og en prominent figur i arabisk litteratur i 1800- og 1900-tallet samt en af de første reformister af traditionel arabisk poesi. Med sin bog The researcher's source in the science of criticism betragtede al-Himsi sig selv som grundlægger af moderne litteraturkritik blandt arabiske lærde.